# 秦皇島市
秦皇島市（しんこうとう/しんのうとう/チンファンダォ-し、簡体字: 秦皇岛、拼音: Qínhuángdăo）は、中華人民共和国河北省にある地級市。北京の東約270kmの渤海湾沿いに広がる港湾都市で、著名な高級避暑地北戴河や観光地山海関が位置する。

## 地理
河北省最東部に位置し、南は渤海湾に面する。東は遼寧省葫芦島市、南西は河北省唐山市、北西は承徳市となっている。

## 歴史
古代の孤竹国の領域であり、戦国時代には燕国の遼西郡に編入された。北戴河の蓮蓬山には秦始皇帝や歴代帝王が巡視した碣石があり、市名の由来となっている。
1381年（洪武14年）、朱元璋が明朝開国功臣である徐達に命じ、万里の長城の東端となる山海関城を建築させている。1644年（崇禎17年/永昌元年）、李自成率いる農民軍により明朝が滅亡、大順が成立すると、山海関の守将であった呉三桂は清軍に帰順、山海関を開いて清兵を迎えた。これによって清朝は中原の地に入ることになった。
1898年（光緒23年）には秦皇島港が開港、鉄道では津楡線（天津－臨楡）も開通するなどの整備が進められ、市内の北戴河は清朝によって中外雑居の避暑地として公認された。北戴河は1949年の中華人民共和国成立後、中国共産党幹部の高級避暑地となり、北戴河会議などの重要会議が開催されている。1971年9月北戴河に別荘を有す林彪によるクーデター未遂計画を練るも発覚した後に林彪は市内の山海関空港から軍所有旅客機に搭乗し逃亡を図ったが、モンゴル内で墜落死する事件を起している（林彪事件）。
行政区画としては1948年（民国37年）に設置された省轄市としての秦楡市を前身とする。翌年には秦皇島市と山海関市に分割され、後者は遼西省の管轄とされた。1953年には山海関市が廃止となり秦皇島市に編入、1958年に県級市に降格したが、1983年に再び地級市に昇格し現在に至る。

## 行政区域
4市轄区・2県・1自治県を管轄する。
- 市轄区： 
  - 海港区・山海関区・北戴河区・撫寧区
- 県： 
  - 昌黎県・盧竜県
- 自治県： 
  - 青竜満族自治県

| 秦皇島市の地図                                               |
| ------------------------------------------------------------ |
| 海港区 山海関区 北戴河区 撫寧区 青竜満族自治県 昌黎県 盧竜県 |

### 年表
この節の出典

#### 秦皇島市(第1次)
- 1949年10月1日 - 中華人民共和国河北省秦皇島市が発足。一区から三区までの区と海浜区が成立。(4区)
- 1950年1月25日 - 唐山専区臨楡県の一部が分立し、郊区が発足。(5区)
- 1950年7月11日 - 郊区が四区に改称。(5区)
- 1950年9月 (4区)
  - 一区および二区の一部が合併し、一区が発足。
  - 三区および二区の残部が合併し、二区が発足。
  - 四区が三区に改称。
- 1953年1月2日 - 唐山専区山海関市を編入。(5区)
  - 山海関市が区制施行し、山海関区となる。
- 1953年2月10日 - 唐山専区臨楡県・撫寧県の各一部が海浜区に編入。(5区)
- 1953年7月28日 (4区)
  - 一区・二区が合併し、一区が発足。
  - 三区が二区に改称。
- 1954年1月18日 - 海浜区が北戴河区に改称。(4区)
- 1954年4月24日 - 唐山専区臨楡県の一部が山海関区・北戴河区・二区に分割編入。(4区)
- 1954年7月19日 - 唐山専区撫寧県の一部が北戴河区に編入。(4区)
- 1954年8月10日 - 唐山専区撫寧県の一部が山海関区・北戴河区・二区に分割編入。(4区)
- 1955年10月28日 - 一区が海港区に、二区が湯河区にそれぞれ改称。(4区)
- 1956年3月1日 - 遼寧省錦州専区綏中県の一部が山海関区に編入。(4区)
- 1958年2月9日 - 湯河区が海港区に編入。(3区)
- 1958年4月28日 - 秦皇島市が唐山専区に編入。

#### 山海関市
- 1949年10月1日 - 中華人民共和国遼西省山海関市が発足。(1市)
- 1952年11月7日 - 山海関市が河北省唐山専区に編入。

#### 秦皇島市(第2次)
- 1983年3月3日 - 唐山地区秦皇島市が地級市の秦皇島市に昇格。海港区・北戴河区・山海関区・郊区が成立。(4区4県)
  - 唐山地区撫寧県・昌黎県・盧竜県・楽亭県を編入。
- 1983年5月5日 (4区4県)
  - 承徳地区青竜県を編入。
  - 楽亭県が唐山市に編入。
- 1984年5月26日 - 郊区が海港区・山海関区・北戴河区に分割編入。(3区4県)
- 1986年12月2日 - 青竜県が自治県に移行し、青竜満族自治県となる。(3区3県1自治県)
- 2015年7月23日 (4区2県1自治県)
  - 撫寧県の一部が分立し、撫寧区が発足。
  - 撫寧県の残部が海港区・北戴河区に分割編入。

## 経済
秦皇島港は原油・石炭などの中国最大のエネルギー輸出港である。1984年に沿岸開放都市（経済開発区）に指定されている。
日系企業としては、太平洋セメント、旭硝子、ジーマックスなどが進出している。

## 教育
- 燕山大学
- 東北大学秦皇島分校

## スポーツ
- 秦皇島オリンピック・スポーツセンター・スタジアム 2008年、北京オリンピックのサッカー競技の会場となった。

## 観光
- 山海関 - 万里長城が海に入る東端で、山海関の東城門は「天下第一関」と呼ばれる。
- 孟姜女廟 - 長城建設の悲話を伝える伝説の地。
- 秦皇求仙入海処 - 秦の始皇帝が不老長寿の仙人を求めて滞在した場所。
- 北戴河 - 風光明媚な海岸で、海水浴場がある。中国政府要人の避暑地としても有名。

## 交通
- 鉄道は、北京とハルビンを結ぶ京哈線、天津と秦皇島を結ぶ津山線、津秦旅客専用線があり、秦皇島駅が設けられている。
- 秦皇島港には韓国の仁川港と結ぶ国際定期航路がある。
- 山海関と秦皇島港の間に秦皇島空港（IATA空港コード：SHP）あるが、便数は少ない。上海、深圳、福州などに定期航路あり。（平成19年8月現在）

## 姉妹都市
- 富山市（日本富山県）
- 宮津市（日本京都府）
- 江東区（大韓民国ソウル特別市）
- トレド（アメリカ合衆国オハイオ州）

## 友好都市
- 苫小牧市（日本北海道）